# Sedež Nata
Sedež Nata (angleško NATO Headquarters; kratica: NATO HQ) je politični in administrativni center zveze NATO, ki se nahaja v Bruslju (Belgija). V centru je sedež Severnoatlantskega sveta (in s tem generalnega sekretarja), stalnih predstavnikov pri Natu, Mednarodnega štaba, nacionalnih vojaških predstavnikov, Vojaškega odbora (vključno s Mednarodnim vojaškim štabom), diplomatske misije partnerskih držav, Natov štab za svetovanje, poveljstvo in kontrolo ter več drugih Natovih agencij.
Okoli 4000 ljudi dela na sedežu Nata: okoli 2.000 jih je članov stalnih predstavništev in vojaških predstavništev, okoli 300 je članov predstavništev partnerskih držav, 1200 je civilnih uslužbencev Mednarodnega štaba oz. Natovih agencij ter okoli 500 je zaposlenih v Mednarodnem vojaškem štabu (od teh je 100 civilistov).

## Zgodovina
Prvi sedež Nata se je med letoma 1949 in 1952 nahajal v Londonu. Zaradi povečanja nalog in potrebe po večjemu prostoru se je sedež aprila 1952 preselil v Pariz; sprva je bil nastanjen v Palais de Chaillot, nato pa se je leta 1960 preselil v Porte Dauphine. Potem ko se je leta 1966 Francija umaknila iz vojaške strukture Nata, se je naslednje leto sedež preselil v Bruselj. Leta 1999 sta NATO in Belgija sklenila sporazum o gradnji novega sedeža, ki bo stal v neposredni bližini trenutnega sedeža. Oktobra 2005 so potrdili načrt novega sedeža.